# Fritz Demmer
Fritz Demmer (* 6. April 1884 in Wien; † 17. Juni 1967 in Wilhelmsburg (Niederösterreich)) war ein österreichischer Chirurg.

## Leben
Demmer studierte an der Universität Wien und wurde Mitglied des Corps Symposion, dem auch der (neun Jahre ältere) Chirurg Paul Clairmont angehörte. Ab 1909 war er Primararzt der Poliklinik und Assistent der Universitätsklinik in Wien. Im Ersten Weltkrieg schuf er die mobile Feldchirurgie. Er war Regimentsarzt und Chef der 1. Mobilen Chirurgengruppe der Universitätsklinik unter Julius Hochenegg. Er vereinfachte die Händedesinfektion durch die Verwendung von Gummihandschuhen. Er habilitierte sich und wurde 1932 Professor an der Universität Wien. Wenig später wurde ihm die Leitung der I. Chirurgischen Abteilung an der Allgemeinen Poliklinik anvertraut. Bis 1935 war er Primararzt im Krankenhaus der Barmherzigen Brüder Wien. Anschließend diente er als Chefchirurg des Residenzspitals in Tirana. Später war er Chefarzt der Poliklinik in Wien. Bis Jänner 1941 wirkte als kommissioneller Leiter der Chirurgischen Abteilung des Kaiser-Franz-Joseph-Spitals, wo er Nachfolger von Fritz Starlinger war. Nebenamtlich wirkte er als Gerichtssachverständiger.

## Mitgliedschaften
- Gesellschaft der Ärzte in Wien
- Deutsche Gesellschaft für Chirurgie
- Förderndes Mitglied der SS[3]
- Nationalsozialistisches Kraftfahrkorps[3]

## Ehrungen
- Franz-Joseph-Orden, Ritterkreuz[3]
- Militär-Verdienstmedaille (Österreich) am Kriegsbande mit Schwertern (zweimal)[3]
- Ehrenzeichen für Verdienste um das Rote Kreuz, Ehrenkreuz 1. Klasse
- Verdienstorden Pro Merito Melitensi, Ritterkreuz
- Verdienstkreuz des Österreichischen Roten Kreuzes[3]
- Ehrenzeichen des Deutschen Roten Kreuzes[3]
- Kriegsverdienstkreuz II. Klasse (1941)[3]

## Werke
- Erfahrungen einer Chirurgengruppe im Österreichisch-russischen Feldzuge 1914/1915. Perles, Wien 1915